# Ludwig Niedermayer
Ludwig Niedermayer (* 10. Januar 1895 in Amberg; † im 20. Jahrhundert) war ein deutscher Landrat.

## Leben
Ludwig Niedermayer musste nach dem Abitur Kriegsdienst leisten und studierte anschließend Rechtswissenschaften an der Friedrich-Alexander-Universität Erlangen-Nürnberg, wo er 1921 mit der Dissertation „Die Hammerwerkseinigungen im älteren Amberger Bergrecht bis gegen Ende des 15. Jahrhunderts“ zum Dr. jur. promovierte. Nach der ersten juristischen Staatsprüfung folgte der dreijährige Vorbereitungsdienst (Referendariat) in Amberg beim Amts- und Landgericht sowie beim Bezirksamt. 1923 legte er das Große juristische Staatsexamen ab und erhielt eine Anstellung als Assessor bei der Regierung der Oberpfalz. Zum Jahresbeginn 1927 zum Regierungsrat ernannt, wurde er zum Bezirksamtmann in Cham und später in Landshut berufen. Am 16. August 1938 zunächst kommissarischer Bezirksamtsvorstand in Ebermannstadt, wurde er am 2. Juni 1939 definitiv Landrat des Landkreises Ebermannstadt. Dieses Amt hatte er bis zu seiner Entfernung aus dem Dienst im Mai 1945 inne. Es folgte eine Internierung  in Hersbruck bis zum 24. Mai 1946. Im Entnazifizierungsverfahren wurde er durch die Spruchkammer Ebermannstadt als entlastet eingestuft, so dass er – zeitweise als Hilfsarbeiter im Steinbruch tätig – am 12. Mai 1948 seinen Dienst als juristischer Hilfsarbeiter beim Verwaltungsgericht Augsburg aufnehmen konnte, wo er 1950 Verwaltungsgerichtsrat wurde. Zum 1. Februar 1960 ging er als Verwaltungsgerichtsdirektor in den Ruhestand.
Zum 1. Mai 1933 war Niedermayer in die NSDAP eingetreten (Mitgliedsnummer 2.523.613) und in den Jahren 1933/1934 Mitglied der SA.